# Reichenborn
Reichenborn ist ein Ortsteil der Gemeinde Merenberg im mittelhessischen Landkreis Limburg-Weilburg.

## Geographische Lage
Reichenborn liegt drei Kilometer nordwestlich von Merenberg in Mittelhessen. Die Kreisstraße 451 verläuft durch den Ort.

## Geschichte

### Ortsgeschichte
Die älteste bekannte schriftliche Erwähnung von Reichenborn erfolgte unter dem Namen Ruchchinburnen um das Jahr 1325.
In der Nähe des kommunalen Friedhof befindet sich seit dem Jahr 1900 ein jüdischer Friedhof.
Hessische Gebietsreform (1970–1977)
Zum 31. Dezember 1970 fusionierte die Gemeinde Reichenborn im Zuge der Gebietsreform in Hessen mit den bis dahin eigenständigen Gemeinden Allendorf, Barig-Selbenhausen, Merenberg und Rückershausen freiwillig zur neuen Großgemeinde Merenberg.
Für alle ehemals eigenständigen Gemeinden von Merenberg wurden Ortsbezirke mit Ortsbeirat und Ortsvorsteher nach der Hessischen Gemeindeordnung gebildet.

### Verwaltungsgeschichte im Überblick
Die folgende Liste zeigt die Staaten bzw. Herrschaftsgebiete und deren untergeordnete Verwaltungseinheiten, in denen Reichenborn lag:
- vor 1806: Heiliges Römisches Reich, Grafschaft/Fürstentum Nassau-Weilburg, Amt Merenberg
- ab 1806: Herzogtum Nassau, Amt Weilburg
- ab 1816: Herzogtum Nassau, Amt Weilburg
- ab 1849: Herzogtum Nassau, Kreisamt Hadamar[Anm. 1]
- ab 1854: Herzogtum Nassau, Amt Weilburg
- ab 1867: Norddeutscher Bund[Anm. 2], Königreich Preußen, Provinz Hessen-Nassau, Regierungsbezirk Wiesbaden, Oberlahnkreis[Anm. 3]
- ab 1871: Deutsches Reich, Königreich Preußen, Provinz Hessen-Nassau, Regierungsbezirk Wiesbaden, Oberlahnkreis
- ab 1918: Deutsches Reich, Freistaat Preußen, Provinz Hessen-Nassau, Regierungsbezirk Wiesbaden, Oberlahnkreis
- ab 1944: Deutsches Reich, Freistaat Preußen, Provinz Nassau, Oberlahnkreis
- ab 1945: Amerikanische Besatzungszone, Groß-Hessen, Regierungsbezirk Wiesbaden, Oberlahnkreis
- ab 1946: Amerikanische Besatzungszone, Land Hessen, Regierungsbezirk Wiesbaden, Oberlahnkreis
- ab 1949: Bundesrepublik Deutschland, Land Hessen, Regierungsbezirk Wiesbaden, Oberlahnkreis
- ab 1968: Bundesrepublik Deutschland, Land Hessen, Regierungsbezirk Darmstadt, Oberlahnkreis
- ab 1971: Bundesrepublik Deutschland, Land Hessen, Regierungsbezirk Darmstadt, Oberlahnkreis, Gemeinde Merenberg[Anm. 4]
- ab 1974: Bundesrepublik Deutschland, Land Hessen, Regierungsbezirk Darmstadt, Landkreis Limburg-Weilburg, Gemeinde Merenberg
- ab 1981: Bundesrepublik Deutschland, Land Hessen, Regierungsbezirk Gießen, Landkreis Limburg-Weilburg, Gemeinde Merenberg

### Bevölkerung
Einwohnerentwicklung
| Reichenborn: Einwohnerzahlen von 1834 bis 2011 | Reichenborn: Einwohnerzahlen von 1834 bis 2011 | Reichenborn: Einwohnerzahlen von 1834 bis 2011 | Reichenborn: Einwohnerzahlen von 1834 bis 2011 | Reichenborn: Einwohnerzahlen von 1834 bis 2011 |
| --- | ---------------------------------------------- | ---------------------------------------------- | ---------------------------------------------- | ---------------------------------------------- |
| Jahr |                                                |                                                |                                                | Einwohner                                      |
| 1834 | 1834                                           |                                                | 325                                            | 325                                            |
| 1840 | 1840                                           |                                                | 325                                            | 325                                            |
| 1846 | 1846                                           |                                                | 347                                            | 347                                            |
| 1852 | 1852                                           |                                                | 353                                            | 353                                            |
| 1858 | 1858                                           |                                                | 370                                            | 370                                            |
| 1864 | 1864                                           |                                                | 380                                            | 380                                            |
| 1871 | 1871                                           |                                                | 360                                            | 360                                            |
| 1875 | 1875                                           |                                                | 302                                            | 302                                            |
| 1885 | 1885                                           |                                                | 288                                            | 288                                            |
| 1895 | 1895                                           |                                                | 258                                            | 258                                            |
| 1905 | 1905                                           |                                                | 285                                            | 285                                            |
| 1910 | 1910                                           |                                                | 270                                            | 270                                            |
| 1925 | 1925                                           |                                                | 261                                            | 261                                            |
| 1939 | 1939                                           |                                                | 241                                            | 241                                            |
| 1946 | 1946                                           |                                                | 334                                            | 334                                            |
| 1950 | 1950                                           |                                                | 325                                            | 325                                            |
| 1956 | 1956                                           |                                                | 302                                            | 302                                            |
| 1961 | 1961                                           |                                                | 287                                            | 287                                            |
| 1967 | 1967                                           |                                                | 306                                            | 306                                            |
| 1970 | 1970                                           |                                                | 305                                            | 305                                            |
| 1980 | 1980                                           |                                                | ?                                              | ?                                              |
| 1990 | 1990                                           |                                                | ?                                              | ?                                              |
| 2000 | 2000                                           |                                                | ?                                              | ?                                              |
| 2011 | 2011                                           |                                                | 438                                            | 438                                            |
| Datenquelle: Historisches Gemeindeverzeichnis für Hessen: Die Bevölkerung der Gemeinden 1834 bis 1967. Wiesbaden: Hessisches Statistisches Landesamt, 1968. Weitere Quellen: LAGIS; Zensus 2011 |                                                |                                                |                                                |                                                |

Einwohnerstruktur 2011
Nach den Erhebungen des Zensus 2011 lebten am Stichtag dem 9. Mai 2011 in Reichenborn 438 Einwohner. Darunter waren 15 (3,4 %) Ausländer.
Nach dem Lebensalter waren 81 Einwohner unter 18 Jahren, 195 zwischen 18 und 49, 90 zwischen 50 und 64 und 72 Einwohner waren älter.
Die Einwohner lebten in 165 Haushalten. Davon waren 36 Singlehaushalte, 48 Paare ohne Kinder und 75 Paare mit Kindern, sowie 6 Alleinerziehende und 3 Wohngemeinschaften. In 33 Haushalten lebten ausschließlich Senioren und in 114 Haushaltungen lebten keine Senioren.
Religionszugehörigkeit
| • 1885: | 260 evangelische (= 90,28 %), 10 katholische (= 3,47 %) und 3 andere (= 1,04 %) Christen, sowie 15 Juden (= 5,21 %) |
| • 1961: | 241 evangelische (= 83,97 %) und 41 katholische (= 14,29 %) Einwohner                                               |

## Politik
Ortsvorsteher nach den Kommunalwahlen im März 2016 ist Armin Beck.

## Vereine
Das Vereinsleben wird hauptsächlich von der 1925 gegründeten Freiwillige Feuerwehr Reichenborn e. V. (seit 7. Juli 1990 mit Jugendfeuerwehr), vom Gemischten Chor Concordia Reichenborn und den Sportfreunden Reichenborn geprägt.

## Infrastruktur
Seit dem Jahr 1925 sorgt die Freiwillige Feuerwehr Reichenborn (ab 7. Juli 1990 mit Jugendfeuerwehr) für den abwehrenden Brandschutz und die allgemeine Hilfe in diesem Ort. Es gibt in der Ortschaft ein Dorfgemeinschaftshaus mit Jugendraum im Bienengarten, einen Sportplatz, einen Kinderspielplatz sowie Wanderwege.